# Campionatele EHF de handbal feminin U19 din 2019
Campionatele EHF de handbal feminin U19 din 2019 au fost prima ediție a acestui eveniment sportiv organizat de Federația Europeană de Handbal (EHF) și s-au desfășurat în două orașe din două țări, Varna (Bulgaria) și Klaipėda (Lituania).
Începând cu ediția din 2019 a Campionatului European U19 a fost introdus un nou sistem, care a prevăzut trei turnee finale separate: turneul principal din Ungaria, la care au luat parte 16 echipe cel mai bine clasate din punct de vedere al coeficienților EHF, și alte două turnee grupate sub titulatura „Campionatele EHF de handbal feminin U19 din 2019”, organizate în Bulgaria și Lituania, la care au luat parte în total 18 echipe cel mai slab clasate din punct de vedere al coeficienților EHF.
Turneul din Bulgaria s-a desfășurat între 13 și 21 iulie 2019, iar cel din Lituania între 15 și 21 iulie 2019.

## Selecția gazdelor
Cele două țări au trimis ofertele oficiale de găzduire a celor două turnee în noiembrie 2017, iar acordarea către Bulgaria și Lituania a dreptului de organizare a competițiilor a fost anunțată pe 16 martie 2018 de către membrii Comitetului Executiv al EHF, întruniți la Viena, în Austria.

## Sălile
Meciurile campionatului european s-au desfășurat într-o sală din orașul bulgăresc Varna și într-o sală din orașul lituanian Klaipėda.
| Bulgaria                                                 | Lituania                                   |
| Palatul Culturii și Sporturilor, Varna Capacitate: 6.000 | Švyturio Arena, Klaipėda Capacitate: 6.000 |
|                                                          |                                            |

## Tragerea la sorți
Selecționatele naționale au fost trase la sorți în câte două grupe preliminare. În Bulgaria cele două grupe au fost alcătuite din câte cinci echipe fiecare, iar în Lituania din câte patru echipe fiecare. Tragerea la sorți a avut loc la sediul EHF din Viena, Austria, pe 26 februarie 2019, de la ora locală 14:30.

## Turneul din Bulgaria
Cele 10 selecționate naționale au fost distribuite în cinci urne valorice de câte două echipe. Distribuția în urne a avut la bază coeficienții valorici ai EHF: urna 1 a fost alcătuită din cele mai bune echipe, în timp ce urna a 5-a a fost formată din echipele cu cei mai slabi coeficienți EHF. Din urne, echipele au fost plasate prin tragere la sorți în două grupe preliminare de câte cinci echipe, fiecare grupă cuprinzând câte o echipă din fiecare urnă. 
Distribuția în urnele valorice a fost următoarea:
| Urna 1           | Urna a 2-a          | Urna a 3-a        | Urna a 4-a              | Urna a 5-a                     |
| ---------------- | ------------------- | ----------------- | ----------------------- | ------------------------------ |
| Serbia · Polonia | Bulgaria · Finlanda | Ucraina · Islanda | Marea Britanie · Israel | Grecia · Bosnia și Herțegovina |

### Partide
|  | Echipele calificate în semifinale            |
|  | Echipele concurând în meciurile de clasament |

În urma tragerii la sorți au rezultat următoarele grupe preliminare:
Calendarul de mai jos respectă ora de vară EET:

### Grupa A
| Echipa         | M | V | E | Î | GM  | GP  | G   | Pct |
| -------------- | - | - | - | - | --- | --- | --- | --- |
| Serbia         | 4 | 4 | 0 | 0 | 98  | 54  | +44 | 8   |
| Bulgaria       | 4 | 2 | 1 | 1 | 100 | 79  | +21 | 5   |
| Islanda        | 4 | 2 | 0 | 2 | 91  | 72  | +19 | 4   |
| Grecia         | 4 | 1 | 1 | 2 | 95  | 86  | +9  | 3   |
| Marea Britanie | 4 | 0 | 0 | 4 | 59  | 152 | −93 | 0   |

| 13 iulie 2019 18:00 | Serbia                 | 35 − 13 | Marea Britanie | Palatul Culturii și Sporturilor, Varna Asistență: 205 Arbitri: Antașev, Musatov |
| 13 iulie 2019 18:00 | Kovačič, Stamenković 6 | (20−6)  | Ibanga 4       | Palatul Culturii și Sporturilor, Varna Asistență: 205 Arbitri: Antașev, Musatov |
| 13 iulie 2019 18:00 | 4× 2×                  | Cronică | 5× 1×          | Palatul Culturii și Sporturilor, Varna Asistență: 205 Arbitri: Antașev, Musatov |

| 13 iulie 2019 20:00 | Islanda           | 22 − 14 | Grecia   | Palatul Culturii și Sporturilor, Varna Asistență: 130 Arbitri: Mikelić, Paradina |
| 13 iulie 2019 20:00 | Björgvinsdóttir 6 | (13−7)  | Zeneli 6 | Palatul Culturii și Sporturilor, Varna Asistență: 130 Arbitri: Mikelić, Paradina |
| 13 iulie 2019 20:00 | 5× 2×             | Cronică | 3× 2×    | Palatul Culturii și Sporturilor, Varna Asistență: 130 Arbitri: Mikelić, Paradina |

| 14 iulie 2019 17:00 | Grecia     | 15 − 20 | Serbia               | Palatul Culturii și Sporturilor, Varna Asistență: 200 Arbitri: Arnautović, Jović |
| 14 iulie 2019 17:00 | Koukmisi 8 | (6−10)  | Avramović, Jovović 6 | Palatul Culturii și Sporturilor, Varna Asistență: 200 Arbitri: Arnautović, Jović |
| 14 iulie 2019 17:00 | 5× 2×      | Cronică | 3×                   | Palatul Culturii și Sporturilor, Varna Asistență: 200 Arbitri: Arnautović, Jović |

| 14 iulie 2019 19:00 | Marea Britanie         | 16 − 38 | Bulgaria   | Palatul Culturii și Sporturilor, Varna Asistență: 300 Arbitri: Bojinovski, Nacevski |
| 14 iulie 2019 19:00 | Jessen Salter, Judge 3 | (8−17)  | Todorova 9 | Palatul Culturii și Sporturilor, Varna Asistență: 300 Arbitri: Bojinovski, Nacevski |
| 14 iulie 2019 19:00 | 5× 2×                  | Cronică | 4× 1×      | Palatul Culturii și Sporturilor, Varna Asistență: 300 Arbitri: Bojinovski, Nacevski |

| 15 iulie 2019 17:00 | Marea Britanie   | 18 − 40 | Grecia               | Palatul Culturii și Sporturilor, Varna Asistență: 150 Arbitri: Arnautović, Jović |
| 15 iulie 2019 17:00 | trei jucătoare 3 | (7−20)  | Koukmisi, Samolada 7 | Palatul Culturii și Sporturilor, Varna Asistență: 150 Arbitri: Arnautović, Jović |
| 15 iulie 2019 17:00 | 11× 2× 1×        | Cronică | 5× 1×                | Palatul Culturii și Sporturilor, Varna Asistență: 150 Arbitri: Arnautović, Jović |

| 15 iulie 2019 19:00 | Bulgaria   | 24 − 16 | Islanda        | Palatul Culturii și Sporturilor, Varna Asistență: 460 Arbitri: Mikelić, Paradina |
| 15 iulie 2019 19:00 | Todorova 9 | (15−8)  | Harðardóttir 8 | Palatul Culturii și Sporturilor, Varna Asistență: 460 Arbitri: Mikelić, Paradina |
| 15 iulie 2019 19:00 | 5× 2×      | Cronică | 4× 3×          | Palatul Culturii și Sporturilor, Varna Asistență: 460 Arbitri: Mikelić, Paradina |

| 17 iulie 2019 17:00 | Islanda        | 14 − 22 | Serbia            | Palatul Culturii și Sporturilor, Varna Asistență: 250 Arbitri: Antașev, Musatov |
| 17 iulie 2019 17:00 | Harðardóttir 5 | (7−10)  | Jovović, Lovrić 6 | Palatul Culturii și Sporturilor, Varna Asistență: 250 Arbitri: Antașev, Musatov |
| 17 iulie 2019 17:00 | 3× 1×          | Cronică | 6× 1×             | Palatul Culturii și Sporturilor, Varna Asistență: 250 Arbitri: Antașev, Musatov |

| 17 iulie 2019 19:00 | Bulgaria | 26 − 26 | Grecia      | Palatul Culturii și Sporturilor, Varna Asistență: 550 Arbitri: Arnautović, Jović |
| 17 iulie 2019 19:00 | Tomova 8 | (11−11) | Koukmisi 13 | Palatul Culturii și Sporturilor, Varna Asistență: 550 Arbitri: Arnautović, Jović |
| 17 iulie 2019 19:00 | 4× 3×    | Cronică | 4× 3×       | Palatul Culturii și Sporturilor, Varna Asistență: 550 Arbitri: Arnautović, Jović |

| 18 iulie 2019 17:00 | Islanda           | 39 − 12 | Marea Britanie  | Palatul Culturii și Sporturilor, Varna Asistență: 127 Arbitri: Arnautović, Jović |
| 18 iulie 2019 17:00 | Björgvinsdóttir 8 | (18−6)  | Jessen Salter 5 | Palatul Culturii și Sporturilor, Varna Asistență: 127 Arbitri: Arnautović, Jović |
| 18 iulie 2019 17:00 | 1× 2×             | Cronică | 3×              | Palatul Culturii și Sporturilor, Varna Asistență: 127 Arbitri: Arnautović, Jović |

| 18 iulie 2019 19:00 | Serbia    | 21 − 12 | Bulgaria | Palatul Culturii și Sporturilor, Varna Asistență: 350 Arbitri: Mikelić, Paradina |
| 18 iulie 2019 19:00 | Jovović 7 | (9−6)   | Țoneva 3 | Palatul Culturii și Sporturilor, Varna Asistență: 350 Arbitri: Mikelić, Paradina |
| 18 iulie 2019 19:00 | 4× 3×     | Cronică | 3×       | Palatul Culturii și Sporturilor, Varna Asistență: 350 Arbitri: Mikelić, Paradina |

### Grupa B
| Echipa             | M | V | E | Î | GM  | GP  | G   | Pct |
| ------------------ | - | - | - | - | --- | --- | --- | --- |
| Polonia            | 4 | 3 | 1 | 0 | 126 | 91  | +35 | 7   |
| Ucraina            | 4 | 2 | 1 | 1 | 108 | 93  | +15 | 5   |
| Israel             | 4 | 2 | 0 | 2 | 115 | 118 | −3  | 4   |
| Finlanda           | 4 | 1 | 1 | 2 | 81  | 95  | −14 | 3   |
| Bosnia Herțegovina | 4 | 0 | 1 | 3 | 90  | 123 | −33 | 1   |

| 13 iulie 2019 13:00 | Polonia   | 33 − 29 | Israel   | Palatul Culturii și Sporturilor, Varna Asistență: 150 Arbitri: Bojinovski, Nacevski |
| 13 iulie 2019 13:00 | Pietras 8 | (11−16) | Gerbi 11 | Palatul Culturii și Sporturilor, Varna Asistență: 150 Arbitri: Bojinovski, Nacevski |
| 13 iulie 2019 13:00 | 4× 1×     | Cronică | 6× 3×    | Palatul Culturii și Sporturilor, Varna Asistență: 150 Arbitri: Bojinovski, Nacevski |

| 13 iulie 2019 15:00 | Ucraina   | 30 − 21 | Bosnia Herțegovina | Palatul Culturii și Sporturilor, Varna Asistență: 120 Arbitri: Sîrbu, Serdiuc |
| 13 iulie 2019 15:00 | Diablo 10 | (16−12) | Kršić, Soldo 5     | Palatul Culturii și Sporturilor, Varna Asistență: 120 Arbitri: Sîrbu, Serdiuc |
| 13 iulie 2019 15:00 | 3× 2×     | Cronică | 4× 1×              | Palatul Culturii și Sporturilor, Varna Asistență: 120 Arbitri: Sîrbu, Serdiuc |

| 14 iulie 2019 13:00 | Israel   | 24 − 29 | Finlanda               | Palatul Culturii și Sporturilor, Varna Arbitri: Sîrbu, Serdiuc |
| 14 iulie 2019 13:00 | Shaul 9  | (11−14) | Heikkinen, Norrgrann 7 | Palatul Culturii și Sporturilor, Varna Arbitri: Sîrbu, Serdiuc |
| 14 iulie 2019 13:00 | 5× 2× 1× | Cronică | 4× 2×                  | Palatul Culturii și Sporturilor, Varna Arbitri: Sîrbu, Serdiuc |

| 14 iulie 2019 15:00 | Bosnia Herțegovina | 21 − 40 | Polonia               | Palatul Culturii și Sporturilor, Varna Asistență: 150 Arbitri: Antașev, Musatov |
| 14 iulie 2019 15:00 | Soldo 5            | (12−22) | Kowalik, Więckowska 8 | Palatul Culturii și Sporturilor, Varna Asistență: 150 Arbitri: Antașev, Musatov |
| 14 iulie 2019 15:00 | 11× 1×             | Cronică | 8× 1×                 | Palatul Culturii și Sporturilor, Varna Asistență: 150 Arbitri: Antașev, Musatov |

| 15 iulie 2019 13:00 | Finlanda    | 17 − 24 | Ucraina  | Palatul Culturii și Sporturilor, Varna Asistență: 250 Arbitri: Bojinovski, Nacevski |
| 15 iulie 2019 13:00 | Norrgrann 6 | (10−17) | Diablo 8 | Palatul Culturii și Sporturilor, Varna Asistență: 250 Arbitri: Bojinovski, Nacevski |
| 15 iulie 2019 13:00 | 4× 2×       | Cronică | 7× 3×    | Palatul Culturii și Sporturilor, Varna Asistență: 250 Arbitri: Bojinovski, Nacevski |

| 15 iulie 2019 15:00 | Israel  | 33 − 28 | Bosnia Herțegovina | Palatul Culturii și Sporturilor, Varna Asistență: 150 Arbitri: Antașev, Musatov |
| 15 iulie 2019 15:00 | Shaul 9 | (18−15) | Ćurić 9            | Palatul Culturii și Sporturilor, Varna Asistență: 150 Arbitri: Antașev, Musatov |
| 15 iulie 2019 15:00 | 3× 2×   | Cronică | 6× 2×              | Palatul Culturii și Sporturilor, Varna Asistență: 150 Arbitri: Antașev, Musatov |

| 17 iulie 2019 13:00 | Finlanda    | 20 − 20 | Bosnia Herțegovina | Palatul Culturii și Sporturilor, Varna Asistență: 200 Arbitri: Sîrbu, Serdiuc |
| 17 iulie 2019 13:00 | Heikkinen 5 | (10−8)  | Soldo 6            | Palatul Culturii și Sporturilor, Varna Asistență: 200 Arbitri: Sîrbu, Serdiuc |
| 17 iulie 2019 13:00 | 3×          | Cronică | 8× 3×              | Palatul Culturii și Sporturilor, Varna Asistență: 200 Arbitri: Sîrbu, Serdiuc |

| 17 iulie 2019 15:00 | Ucraina  | 26 − 26 | Polonia      | Palatul Culturii și Sporturilor, Varna Asistență: 148 Arbitri: Mikelić, Paradina |
| 17 iulie 2019 15:00 | Diablo 9 | (12−12) | Więckowska 8 | Palatul Culturii și Sporturilor, Varna Asistență: 148 Arbitri: Mikelić, Paradina |
| 17 iulie 2019 15:00 | 5×       | Cronică | 7× 3× 1×     | Palatul Culturii și Sporturilor, Varna Asistență: 148 Arbitri: Mikelić, Paradina |

| 18 iulie 2019 13:00 | Ucraina   | 28 − 29 | Israel  | Palatul Culturii și Sporturilor, Varna Arbitri: Sîrbu, Serdiuc |
| 18 iulie 2019 13:00 | Diablo 13 | (15−15) | Gerbi 9 | Palatul Culturii și Sporturilor, Varna Arbitri: Sîrbu, Serdiuc |
| 18 iulie 2019 13:00 | 4× 1×     | Cronică | 5× 1×   | Palatul Culturii și Sporturilor, Varna Arbitri: Sîrbu, Serdiuc |

| 18 iulie 2019 15:00 | Polonia                     | 27 − 15 | Finlanda     | Palatul Culturii și Sporturilor, Varna Asistență: 200 Arbitri: Bojinovski, Nacevski |
| 18 iulie 2019 15:00 | Stanisławczyk, Więckowska 6 | (18−9)  | Westerlund 4 | Palatul Culturii și Sporturilor, Varna Asistență: 200 Arbitri: Bojinovski, Nacevski |
| 18 iulie 2019 15:00 | 8× 2×                       | Cronică | 2×           | Palatul Culturii și Sporturilor, Varna Asistență: 200 Arbitri: Bojinovski, Nacevski |

### Meciul pentru locurile 9–10
| 20 iulie 2019 10:00 | Marea Britanie  | 23 − 27 | Bosnia Herțegovina | Palatul Culturii și Sporturilor, Varna Asistență: 150 Arbitri: Antașev, Muratov |
| 20 iulie 2019 10:00 | Jessen Salter 5 | (6−12)  | Kršić 8            | Palatul Culturii și Sporturilor, Varna Asistență: 150 Arbitri: Antașev, Muratov |
| 20 iulie 2019 10:00 | 8× 2× 1×        | Cronică | 3× 2×              | Palatul Culturii și Sporturilor, Varna Asistență: 150 Arbitri: Antașev, Muratov |

### Meciurile pentru locurile 5–8
|  | Semifinalele pentru locurile 5–8 | Semifinalele pentru locurile 5–8 |                            |    | Meciul pentru locurile 7–8 | Meciul pentru locurile 7–8 |
|  |                                  |                                  |                            |    |                            |                            |
|  | 20 iulie 2019, 12:30             |                                  |                            |    |                            |                            |
|  |                                  |                                  |                            |    |                            |                            |
|  | Islanda                          | 23                               |                            |    |                            |                            |
|  | Islanda                          | 23                               | 21 iulie 2019, 13:00       |    |                            |                            |
|  | Finlanda                         | 19                               |                            |    |                            |                            |
|  | Finlanda                         | 19                               | Islanda                    | 29 |                            |                            |
|  | 20 iulie 2019, 15:00             |                                  | Islanda                    | 29 |                            |                            |
|  |                                  | Grecia                           | 22                         |    |                            |                            |
|  | Israel                           | Grecia                           | 22                         | 18 |                            |                            |
|  | Israel                           |                                  |                            | 18 |                            |                            |
|  | Grecia                           | 27                               |                            |    |                            |                            |
|  | Grecia                           | 27                               | Meciul pentru locurile 5–6 |    |                            |                            |
|  |                                  |                                  |                            |    |                            |                            |
|  | 21 iulie 2019, 10:30             |                                  |                            |    |                            |                            |
|  |                                  |                                  |                            |    |                            |                            |
|  | Finlanda                         | 30                               |                            |    |                            |                            |
|  | Finlanda                         | 30                               |                            |    |                            |                            |
|  | Israel                           | 31                               |                            |    |                            |                            |

#### Semifinalele pentru locurile 5–8
| 20 iulie 2019 12:30 | Islanda          | 23 − 19 | Finlanda    | Palatul Culturii și Sporturilor, Varna Asistență: 120 Arbitri: Arnautović, Jović |
| 20 iulie 2019 12:30 | trei jucătoare 5 | (12−9)  | Heikkinen 7 | Palatul Culturii și Sporturilor, Varna Asistență: 120 Arbitri: Arnautović, Jović |
| 20 iulie 2019 12:30 | 3× 2×            | Cronică | 1× 2×       | Palatul Culturii și Sporturilor, Varna Asistență: 120 Arbitri: Arnautović, Jović |

| 20 iulie 2019 15:00 | Israel         | 18 − 27 | Grecia    | Palatul Culturii și Sporturilor, Varna Asistență: 200 Arbitri: Sîrbu, Serdiuc |
| 20 iulie 2019 15:00 | Krief, Shaul 4 | (7−15)  | Kerlidi 7 | Palatul Culturii și Sporturilor, Varna Asistență: 200 Arbitri: Sîrbu, Serdiuc |
| 20 iulie 2019 15:00 | 4× 2×          | Cronică | 2× 3×     | Palatul Culturii și Sporturilor, Varna Asistență: 200 Arbitri: Sîrbu, Serdiuc |

#### Meciul pentru locurile 7–8
| 21 iulie 2019 10:30 | Finlanda                 | 30 − 31 | Israel  | Palatul Culturii și Sporturilor, Varna Asistență: 150 Arbitri: Bojinovski, Nacevski |
| 21 iulie 2019 10:30 | Fredriksson, Norrgrann 5 | (11−14) | Shaul 9 | Palatul Culturii și Sporturilor, Varna Asistență: 150 Arbitri: Bojinovski, Nacevski |
| 21 iulie 2019 10:30 | 6× 1×                    | Cronică | 7× 1×   | Palatul Culturii și Sporturilor, Varna Asistență: 150 Arbitri: Bojinovski, Nacevski |

#### Meciul pentru locurile 5–6
| 21 iulie 2019 13:00 | Islanda        | 29 − 22 | Grecia     | Palatul Culturii și Sporturilor, Varna Asistență: 200 Arbitri: Mikelić, Paradina |
| 21 iulie 2019 13:00 | Harðardóttir 6 | (18−12) | Koukmisi 7 | Palatul Culturii și Sporturilor, Varna Asistență: 200 Arbitri: Mikelić, Paradina |
| 21 iulie 2019 13:00 | 3× 1×          | Cronică | 6× 2×      | Palatul Culturii și Sporturilor, Varna Asistență: 200 Arbitri: Mikelić, Paradina |

### Meciurile pentru locurile 1–4
|  | Semifinalele         | Semifinalele |                      |    | Finala | Finala |
|  |                      |              |                      |    |        |        |
|  | 20 iulie 2019, 17:30 |              |                      |    |        |        |
|  |                      |              |                      |    |        |        |
|  | Serbia               | 22           |                      |    |        |        |
|  | Serbia               | 22           | 21 iulie 2019, 18:00 |    |        |        |
|  | Ucraina              | 18           |                      |    |        |        |
|  | Ucraina              | 18           | Serbia               | 22 |        |        |
|  | 20 iulie 2019, 20:00 |              | Serbia               | 22 |        |        |
|  |                      | Polonia      | 20                   |    |        |        |
|  | Polonia              | Polonia      | 20                   | 36 |        |        |
|  | Polonia              |              |                      | 36 |        |        |
|  | Bulgaria             | 30           |                      |    |        |        |
|  | Bulgaria             | 30           | Finala mică          |    |        |        |
|  |                      |              |                      |    |        |        |
|  | 21 iulie 2019, 15:30 |              |                      |    |        |        |
|  |                      |              |                      |    |        |        |
|  | Ucraina              | 33           |                      |    |        |        |
|  | Ucraina              | 33           |                      |    |        |        |
|  | Bulgaria             | 22           |                      |    |        |        |

#### Semifinalele
| 20 iulie 2019 17:30 | Serbia    | 22 − 18 | Ucraina           | Palatul Culturii și Sporturilor, Varna Asistență: 250 Arbitri: Bojinovski, Nacevski |
| 20 iulie 2019 17:30 | Jovović 7 | (10−10) | Diablo, Holovko 4 | Palatul Culturii și Sporturilor, Varna Asistență: 250 Arbitri: Bojinovski, Nacevski |
| 20 iulie 2019 17:30 | 6× 2×     | Cronică | 5× 2× 1×          | Palatul Culturii și Sporturilor, Varna Asistență: 250 Arbitri: Bojinovski, Nacevski |

| 20 iulie 2019 20:00 | Polonia | 36 − 30 | Bulgaria      | Palatul Culturii și Sporturilor, Varna Asistență: 450 Arbitri: Mikelić, Paradin |
| 20 iulie 2019 20:00 | Haric 8 | (22−19) | Panaiotova 13 | Palatul Culturii și Sporturilor, Varna Asistență: 450 Arbitri: Mikelić, Paradin |
| 20 iulie 2019 20:00 | 6× 2×   | Cronică | 6× 3× 1×      | Palatul Culturii și Sporturilor, Varna Asistență: 450 Arbitri: Mikelić, Paradin |

#### Finala mică
| 21 iulie 2019 15:30 | Ucraina   | 33 − 22 | Bulgaria   | Palatul Culturii și Sporturilor, Varna Asistență: 350 Arbitri: Antașev, Musatov |
| 21 iulie 2019 15:30 | Diablo 14 | (16−11) | Todorova 6 | Palatul Culturii și Sporturilor, Varna Asistență: 350 Arbitri: Antașev, Musatov |
| 21 iulie 2019 15:30 | 5× 3× 1×  | Cronică | 3× 1×      | Palatul Culturii și Sporturilor, Varna Asistență: 350 Arbitri: Antașev, Musatov |

#### Finala
| 21 iulie 2019 18:00 | Serbia     | 22 − 20 | Polonia             | Palatul Culturii și Sporturilor, Varna Asistență: 500 Arbitri: Arnautović, Jović |
| 21 iulie 2019 18:00 | Jovović 13 | (12−10) | Cygan, Więckowska 6 | Palatul Culturii și Sporturilor, Varna Asistență: 500 Arbitri: Arnautović, Jović |
| 21 iulie 2019 18:00 | 4× 2×      | Cronică | 7× 2×               | Palatul Culturii și Sporturilor, Varna Asistență: 500 Arbitri: Arnautović, Jović |

### Clasament și statistici

#### Clasamentul final
|    | Serbia             |
|    | Polonia            |
|    | Ucraina            |
| 4  | Bulgaria           |
| 5  | Islanda            |
| 6  | Grecia             |
| 7  | Israel             |
| 8  | Finlanda           |
| 9  | Bosnia Herțegovina |
| 10 | Marea Britanie     |

| Actualizat pe 21 iulie 2019: \| Poz. \| Nume \| Echipă \| Goluri \| \| ---- \| ------------------- \| -------- \| ------ \| \| 1 \| Anna Diablo \| Ucraina \| 58 \| \| 2 \| Mor Shaul \| Israel \| 48 \| \| 3 \| Aikaterini Koukmisi \| Grecia \| 42 \| \| 4 \| Jovana Jovović \| Serbia \| 39 \| \| 4 \| Magda Więckowska \| Polonia \| 39 \| \| 6 \| Shira Gerbi \| Israel \| 36 \| \| 7 \| Shir Gavza \| Israel \| 30 \| \| 8 \| Madlen Todorova \| Bulgaria \| 29 \| \| 9 \| Marinela Panaiotova \| Bulgaria \| 28 \| \| 10 \| Ellen Norrgrann \| Finlanda \| 27 \| | Conform paginii oficiale a EHF: Jucătoarea competiției (MVP) - Marija Simić (SRB) Cea mai bună marcatoare (golgheter) - Anna Diablo (UKR) (58 de goluri) Cea mai bună apărătoare - Paraskevi-Anna Karamanou (GRE) Echipa ideală a turneului - Portar: Marija Simić (SRB) - Extremă stânga: Julia Pietras (POL) - Inter stânga: Jovana Jovović (SRB) - Coordonator: Madlen Todorova (BUL) - Pivot: Sofia Pihalenko (UKR) - Inter dreapta: Mor Shaul (ISR) - Extremă dreapta: Emilia Kowalik (POL) |          |        |
| Poz. | Nume | Echipă   | Goluri |
| 1 | Anna Diablo | Ucraina  | 58     |
| 2 | Mor Shaul | Israel   | 48     |
| 3 | Aikaterini Koukmisi | Grecia   | 42     |
| 4 | Jovana Jovović | Serbia   | 39     |
| 4 | Magda Więckowska | Polonia  | 39     |
| 6 | Shira Gerbi | Israel   | 36     |
| 7 | Shir Gavza | Israel   | 30     |
| 8 | Madlen Todorova | Bulgaria | 29     |
| 9 | Marinela Panaiotova | Bulgaria | 28     |
| 10 | Ellen Norrgrann | Finlanda | 27     |

## Turneul din Lituania
Cele 8 selecționate naționale au fost distribuite în patru urne valorice de câte două echipe. Distribuția în urne a avut la bază coeficienții valorici ai EHF: urna 1 a fost alcătuită din cele mai bune echipe, în timp ce urna a 4-a a fost formată din echipele cu cei mai slabi coeficienți EHF. Din urne, echipele au fost plasate prin tragere la sorți în două grupe preliminare de câte patru echipe, fiecare grupă cuprinzând câte o echipă din fiecare urnă. 
Distribuția în urnele valorice a fost următoarea:
| Urna 1           | Urna a 2-a                 | Urna a 3-a               | Urna a 4-a          |
| ---------------- | -------------------------- | ------------------------ | ------------------- |
| Cehia · Lituania | Turcia · Macedonia de Nord | Elveția · Insulele Feroe | Kosovo[a] · Georgia |

### Partide
|  | Echipele calificate în semifinale            |
|  | Echipele concurând în meciurile de clasament |

În urma tragerii la sorți au rezultat următoarele grupe preliminare:
Calendarul de mai jos respectă ora de vară EET:

### Grupa A
| Echipa         | M | V | E | Î | GM | GP | G   | Pct |
| -------------- | - | - | - | - | -- | -- | --- | --- |
| Cehia          | 3 | 3 | 0 | 0 | 93 | 55 | +38 | 6   |
| Turcia         | 3 | 2 | 0 | 1 | 77 | 77 | 0   | 4   |
| Insulele Feroe | 3 | 1 | 0 | 2 | 73 | 84 | −11 | 2   |
| Kosovo[a]      | 3 | 0 | 0 | 3 | 56 | 83 | −27 | 0   |

| 15 iulie 2019 13:00 | Cehia        | 33 − 25 | Insulele Feroe | Švyturio Arena, Klaipėda Asistență: 100 Arbitri: Buțkevici, Buțkevici |
| 15 iulie 2019 13:00 | Desortová 10 | (15−14) | Weyhe 9        | Švyturio Arena, Klaipėda Asistență: 100 Arbitri: Buțkevici, Buțkevici |
| 15 iulie 2019 13:00 | 7× 3× 1×     | Cronică | 7× 2×          | Švyturio Arena, Klaipėda Asistență: 100 Arbitri: Buțkevici, Buțkevici |

| 15 iulie 2019 15:00 | Turcia     | 28 − 24 | Kosovo       | Švyturio Arena, Klaipėda Asistență: 100 Arbitri: Braseth, Sundet |
| 15 iulie 2019 15:00 | Karaçam 11 | (16−16) | S. Rexhepi 9 | Švyturio Arena, Klaipėda Asistență: 100 Arbitri: Braseth, Sundet |
| 15 iulie 2019 15:00 | 3× 1×      | Cronică | 4× 2×        | Švyturio Arena, Klaipėda Asistență: 100 Arbitri: Braseth, Sundet |

| 16 iulie 2019 13:00 | Kosovo       | 10 − 32 | Cehia        | Švyturio Arena, Klaipėda Asistență: 50 Arbitri: Korja, Metsämäki |
| 16 iulie 2019 13:00 | S. Rexhepi 3 | (1−16)  | Švihnosová 8 | Švyturio Arena, Klaipėda Asistență: 50 Arbitri: Korja, Metsämäki |
| 16 iulie 2019 13:00 | 6×           | Cronică | 1×           | Švyturio Arena, Klaipėda Asistență: 50 Arbitri: Korja, Metsämäki |

| 16 iulie 2019 15:00 | Insulele Feroe | 25 − 29 | Turcia     | Švyturio Arena, Klaipėda Asistență: 100 Arbitri: Braseth, Sundet |
| 16 iulie 2019 15:00 | Weyhe 8        | (14−11) | Karaçam 11 | Švyturio Arena, Klaipėda Asistență: 100 Arbitri: Braseth, Sundet |
| 16 iulie 2019 15:00 | 7× 2×          | Cronică | 3× 1×      | Švyturio Arena, Klaipėda Asistență: 100 Arbitri: Braseth, Sundet |

| 18 iulie 2019 13:00 | Insulele Feroe  | 23 − 22 | Kosovo       | Švyturio Arena, Klaipėda Asistență: 100 Arbitri: Nygaard, Pedersen |
| 18 iulie 2019 13:00 | Hansen, Weyhe 6 | (14−13) | R. Rexhepi 9 | Švyturio Arena, Klaipėda Asistență: 100 Arbitri: Nygaard, Pedersen |
| 18 iulie 2019 13:00 | 3×              | Cronică | 5× 1×        | Švyturio Arena, Klaipėda Asistență: 100 Arbitri: Nygaard, Pedersen |

| 18 iulie 2019 15:00 | Cehia       | 28 − 20 | Turcia   | Švyturio Arena, Klaipėda Asistență: 65 Arbitri: Korja, Metsämäki |
| 18 iulie 2019 15:00 | Stříšková 9 | (18−11) | Sormaz 7 | Švyturio Arena, Klaipėda Asistență: 65 Arbitri: Korja, Metsämäki |
| 18 iulie 2019 15:00 | 6×          | Cronică | 8×       | Švyturio Arena, Klaipėda Asistență: 65 Arbitri: Korja, Metsämäki |

### Grupa B
| Echipa            | M | V | E | Î | GM | GP | G   | Pct |
| ----------------- | - | - | - | - | -- | -- | --- | --- |
| Elveția           | 3 | 3 | 0 | 0 | 97 | 58 | +39 | 6   |
| Lituania          | 3 | 2 | 0 | 1 | 66 | 67 | −1  | 4   |
| Macedonia de Nord | 3 | 1 | 0 | 2 | 72 | 73 | −1  | 2   |
| Georgia           | 3 | 0 | 0 | 3 | 45 | 82 | −37 | 0   |

| 15 iulie 2019 17:00 | Macedonia de Nord | 29 − 15 | Georgia     | Švyturio Arena, Klaipėda Asistență: 70 Arbitri: Korja, Metsämäki |
| 15 iulie 2019 17:00 | Tasevska 5        | (11−4)  | Jgerenaia 7 | Švyturio Arena, Klaipėda Asistență: 70 Arbitri: Korja, Metsämäki |
| 15 iulie 2019 17:00 | 1×                | Cronică | 3× 1×       | Švyturio Arena, Klaipėda Asistență: 70 Arbitri: Korja, Metsämäki |

| 15 iulie 2019 19:30 | Lituania | 21 − 31 | Elveția | Švyturio Arena, Klaipėda Asistență: 300 Arbitri: Nygaard, Pedersen |
| 15 iulie 2019 19:30 | Šponė 10 | (12−19) | Hess 8  | Švyturio Arena, Klaipėda Asistență: 300 Arbitri: Nygaard, Pedersen |
| 15 iulie 2019 19:30 | 1×       | Cronică | 6× 1×   | Švyturio Arena, Klaipėda Asistență: 300 Arbitri: Nygaard, Pedersen |

| 16 iulie 2019 17:00 | Elveția   | 34 − 22 | Macedonia de Nord         | Švyturio Arena, Klaipėda Asistență: 100 Arbitri: Buțkevici, Buțkevici |
| 16 iulie 2019 17:00 | Eugster 6 | (19−12) | Damceska, Kiprijanovska 4 | Švyturio Arena, Klaipėda Asistență: 100 Arbitri: Buțkevici, Buțkevici |
| 16 iulie 2019 17:00 | 2×        | Cronică | 4× 2×                     | Švyturio Arena, Klaipėda Asistență: 100 Arbitri: Buțkevici, Buțkevici |

| 16 iulie 2019 19:00 | Georgia     | 15 − 21 | Lituania     | Švyturio Arena, Klaipėda Asistență: 300 Arbitri: Xhema, Jahja |
| 16 iulie 2019 19:00 | Jgerenaia 8 | (10−10) | Markinaitė 5 | Švyturio Arena, Klaipėda Asistență: 300 Arbitri: Xhema, Jahja |
| 16 iulie 2019 19:00 | 2×          | Cronică | 4× 1×        | Švyturio Arena, Klaipėda Asistență: 300 Arbitri: Xhema, Jahja |

| 18 iulie 2019 17:00 | Elveția   | 32 − 15 | Georgia          | Švyturio Arena, Klaipėda Asistență: 200 Arbitri: Xhema, Jahja |
| 18 iulie 2019 17:00 | Tschamper | (14−6)  | trei jucătoare 3 | Švyturio Arena, Klaipėda Asistență: 200 Arbitri: Xhema, Jahja |
| 18 iulie 2019 17:00 | 4× 2×     | Cronică | 2×               | Švyturio Arena, Klaipėda Asistență: 200 Arbitri: Xhema, Jahja |

| 18 iulie 2019 19:00 | Lituania             | 24 − 21 | Macedonia de Nord | Švyturio Arena, Klaipėda Asistență: 400 Arbitri: Braseth, Sundet |
| 18 iulie 2019 19:00 | Sadauskaitė, Šponė 5 | (17−10) | Tasevska 6        | Švyturio Arena, Klaipėda Asistență: 400 Arbitri: Braseth, Sundet |
| 18 iulie 2019 19:00 | 4× 1×                | Cronică | 9× 1×             | Švyturio Arena, Klaipėda Asistență: 400 Arbitri: Braseth, Sundet |

### Meciurile pentru locurile 5–8
|  | Semifinalele pentru locurile 5–8 | Semifinalele pentru locurile 5–8 |                            |    | Meciul pentru locurile 7–8 | Meciul pentru locurile 7–8 |
|  |                                  |                                  |                            |    |                            |                            |
|  | 20 iulie 2019, 13:00             |                                  |                            |    |                            |                            |
|  |                                  |                                  |                            |    |                            |                            |
|  | Insulele Feroe                   | 31                               |                            |    |                            |                            |
|  | Insulele Feroe                   | 31                               | 21 iulie 2019, 13:00       |    |                            |                            |
|  | Georgia                          | 21                               |                            |    |                            |                            |
|  | Georgia                          | 21                               | Insulele Feroe             | 30 |                            |                            |
|  | 20 iulie 2019, 15:00             |                                  | Insulele Feroe             | 30 |                            |                            |
|  |                                  | Macedonia de Nord                | 28                         |    |                            |                            |
|  | Macedonia de Nord                | Macedonia de Nord                | 28                         | 31 |                            |                            |
|  | Macedonia de Nord                |                                  |                            | 31 |                            |                            |
|  | Kosovo                           | 30                               |                            |    |                            |                            |
|  | Kosovo                           | 30                               | Meciul pentru locurile 5–6 |    |                            |                            |
|  |                                  |                                  |                            |    |                            |                            |
|  | 21 iulie 2019, 11:00             |                                  |                            |    |                            |                            |
|  |                                  |                                  |                            |    |                            |                            |
|  | Georgia                          | 29                               |                            |    |                            |                            |
|  | Georgia                          | 29                               |                            |    |                            |                            |
|  | Kosovo                           | 28                               |                            |    |                            |                            |

#### Semifinalele pentru locurile 5–8
| 20 iulie 2019 13:00 | Insulele Feroe | 31 − 21 | Georgia     | Švyturio Arena, Klaipėda Asistență: 70 Arbitri: Xhema, Jahja |
| 20 iulie 2019 13:00 | Weyhe 8        | (18−11) | Chkhaidze 6 | Švyturio Arena, Klaipėda Asistență: 70 Arbitri: Xhema, Jahja |
| 20 iulie 2019 13:00 | 3× 2×          | Cronică | 2× 1×       | Švyturio Arena, Klaipėda Asistență: 70 Arbitri: Xhema, Jahja |

| 20 iulie 2019 15:00 | Macedonia de Nord | 31 − 30 | Kosovo        | Švyturio Arena, Klaipėda Asistență: 55 Arbitri: Nygaard, Pedersen |
| 20 iulie 2019 15:00 | Sedloska 8        | (14−12) | R. Rexhepi 18 | Švyturio Arena, Klaipėda Asistență: 55 Arbitri: Nygaard, Pedersen |
| 20 iulie 2019 15:00 | 2× 1×             | Cronică | 1×            | Švyturio Arena, Klaipėda Asistență: 55 Arbitri: Nygaard, Pedersen |

#### Meciul pentru locurile 7–8
| 21 iulie 2019 11:00 | Georgia            | 29 − 28 | Kosovo      | Švyturio Arena, Klaipėda Asistență: 30 Arbitri: Braseth, Sundet |
| 21 iulie 2019 11:00 | Gogia, Jgerenaia 7 | (9−11)  | Kastrati 14 | Švyturio Arena, Klaipėda Asistență: 30 Arbitri: Braseth, Sundet |
| 21 iulie 2019 11:00 | 1×                 | Cronică | 4× 2×       | Švyturio Arena, Klaipėda Asistență: 30 Arbitri: Braseth, Sundet |

#### Meciul pentru locurile 5–6
| 21 iulie 2019 13:00 | Insulele Feroe | 30 − 28 | Macedonia de Nord        | Švyturio Arena, Klaipėda Asistență: 100 Arbitri: Buțkevici, Buțkevici |
| 21 iulie 2019 13:00 | Hansen 7       | (16−10) | Jankulovska, Smajloska 5 | Švyturio Arena, Klaipėda Asistență: 100 Arbitri: Buțkevici, Buțkevici |
| 21 iulie 2019 13:00 | 3× 2×          | Cronică | 3× 2×                    | Švyturio Arena, Klaipėda Asistență: 100 Arbitri: Buțkevici, Buțkevici |

### Meciurile pentru locurile 1–4
|  | Semifinalele         | Semifinalele |                      |    | Finala | Finala |
|  |                      |              |                      |    |        |        |
|  | 20 iulie 2019, 17:00 |              |                      |    |        |        |
|  |                      |              |                      |    |        |        |
|  | Cehia                | 37           |                      |    |        |        |
|  | Cehia                | 37           | 21 iulie 2019, 17:00 |    |        |        |
|  | Lituania             | 22           |                      |    |        |        |
|  | Lituania             | 22           | Cehia                | 24 |        |        |
|  | 20 iulie 2019, 19:00 |              | Cehia                | 24 |        |        |
|  |                      | Elveția      | 30                   |    |        |        |
|  | Elveția              | Elveția      | 30                   | 35 |        |        |
|  | Elveția              |              |                      | 35 |        |        |
|  | Turcia               | 21           |                      |    |        |        |
|  | Turcia               | 21           | Finala mică          |    |        |        |
|  |                      |              |                      |    |        |        |
|  | 21 iulie 2019, 15:00 |              |                      |    |        |        |
|  |                      |              |                      |    |        |        |
|  | Lituania             | 23           |                      |    |        |        |
|  | Lituania             | 23           |                      |    |        |        |
|  | Turcia               | 30           |                      |    |        |        |

#### Semifinalele
| 20 iulie 2019 17:00 | Cehia       | 37 − 22 | Lituania  | Švyturio Arena, Klaipėda Asistență: 300 Arbitri: Buțkevici, Buțkevici |
| 20 iulie 2019 17:00 | Desortová 8 | (19−11) | Rimkutė 5 | Švyturio Arena, Klaipėda Asistență: 300 Arbitri: Buțkevici, Buțkevici |
| 20 iulie 2019 17:00 | 6× 2×       | Cronică | 8× 1×     | Švyturio Arena, Klaipėda Asistență: 300 Arbitri: Buțkevici, Buțkevici |

| 20 iulie 2019 19:00 | Elveția | 35 − 21 | Turcia   | Švyturio Arena, Klaipėda Asistență: 150 Arbitri: Korja, Metsämäki |
| 20 iulie 2019 19:00 | Hess 8  | (18−9)  | Sormaz 8 | Švyturio Arena, Klaipėda Asistență: 150 Arbitri: Korja, Metsämäki |
| 20 iulie 2019 19:00 | 3× 1×   | Cronică | 3× 1×    | Švyturio Arena, Klaipėda Asistență: 150 Arbitri: Korja, Metsämäki |

#### Finala mică
| 21 iulie 2019 15:00 | Lituania      | 23 − 30 | Turcia    | Švyturio Arena, Klaipėda Asistență: 300 Arbitri: Korja, Metsämäki |
| 21 iulie 2019 15:00 | Sadauskaitė 8 | (11−19) | Karaçam 7 | Švyturio Arena, Klaipėda Asistență: 300 Arbitri: Korja, Metsämäki |
| 21 iulie 2019 15:00 | 3×            | Cronică | 4×        | Švyturio Arena, Klaipėda Asistență: 300 Arbitri: Korja, Metsämäki |

#### Finala
| 21 iulie 2019 17:00 | Cehia       | 24 − 30 | Elveția     | Švyturio Arena, Klaipėda Asistență: 400 Arbitri: Nygaard, Pedersen |
| 21 iulie 2019 17:00 | Desortová 9 | (11−14) | Tschamper 7 | Švyturio Arena, Klaipėda Asistență: 400 Arbitri: Nygaard, Pedersen |
| 21 iulie 2019 17:00 | 1× 2×       | Cronică | 6× 2×       | Švyturio Arena, Klaipėda Asistență: 400 Arbitri: Nygaard, Pedersen |

### Clasament și statistici

#### Clasamentul final
|   | Elveția           |
|   | Cehia             |
|   | Turcia            |
| 4 | Lituania          |
| 5 | Insulele Feroe    |
| 6 | Macedonia de Nord |
| 7 | Georgia           |
| 8 | Kosovo            |

| Actualizat pe 21 iulie 2019: \| Poz. \| Nume \| Echipă \| Goluri \| \| ---- \| ----------------- \| -------------- \| ------ \| \| 1 \| Beyza Karaçam \| Turcia \| 36 \| \| 2 \| Eliška Desortová \| Cehia \| 35 \| \| 2 \| Rina Rexhepi \| Kosovo \| 35 \| \| 2 \| Maria Weyhe \| Insulele Feroe \| 35 \| \| 5 \| Dimitra Hess \| Elveția \| 29 \| \| 5 \| Neno Jgerenaia \| Georgia \| 29 \| \| 7 \| Joline Tschamper \| Elveția \| 28 \| \| 8 \| Veronika Kastrati \| Kosovo \| 27 \| \| 9 \| Ayşenur Sormaz \| Turcia \| 26 \| \| 9 \| Aušra Šponė \| Lituania \| 26 \| | Conform paginii oficiale a EHF: Jucătoarea competiției (MVP) Cea mai bună marcatoare (golgheter) - Beyza Karaçam (TUR) (36 de goluri) Cea mai bună apărătoare Echipa ideală a turneului - Portar: - Extremă stânga: - Inter stânga: - Coordonator: - Pivot: - Inter dreapta: - Extremă dreapta: |                |        |
| Poz. | Nume | Echipă         | Goluri |
| 1 | Beyza Karaçam | Turcia         | 36     |
| 2 | Eliška Desortová | Cehia          | 35     |
| 2 | Rina Rexhepi | Kosovo         | 35     |
| 2 | Maria Weyhe | Insulele Feroe | 35     |
| 5 | Dimitra Hess | Elveția        | 29     |
| 5 | Neno Jgerenaia | Georgia        | 29     |
| 7 | Joline Tschamper | Elveția        | 28     |
| 8 | Veronika Kastrati | Kosovo         | 27     |
| 9 | Ayşenur Sormaz | Turcia         | 26     |
| 9 | Aušra Šponė | Lituania       | 26     |